# Martial Donnet
Pour les articles homonymes, voir Donnet.
Martial Donnet, né le 22 septembre 1956  à Morgins, est un ancien skieur alpin suisse, qui a mis un terme à sa carrière sportive à l'issue de la saison 1980.

## Coupe du monde
- Meilleur résultat au classement général : 27e en 1979
  - 1 victoire : 1 slalom

### Saison par saison
- Coupe du monde 1979 :
  - Classement général : 27e
    - 1 victoire en slalom : Madonna di Campiglio
- Coupe du monde 1980 :
  - Classement général : 79e

## Arlberg-Kandahar
- Meilleur résultat : 15e place dans le slalom 1978 à Chamonix